# Аксель Бйорнстрьом
Аксель Бйорнстрьом (швед. Axel Björnström, нар. 10 вересня 1995, Стокгольм) — шведський футболіст, захисник клубу АІК.
Виступав, зокрема, за клуби «Васалундс ІФ» та «Сіріус» (Уппсала).

## Ігрова кар'єра
Народився 10 вересня 1995 року в Стокгольмі.
У дорослому футболі дебютував 2015 року виступами за команду «Васалундс ІФ», в якій провів два сезони, взявши участь у 64 матчах чемпіонату.  Більшість часу, проведеного у складі «Васалунда», був основним гравцем захисту команди.
Своєю грою за цю команду привернув увагу представників тренерського штабу клубу «Сіріус» (Уппсала), до складу якого приєднався 2018 року. Відіграв за команду з Уппсали наступні три сезони своєї ігрової кар'єри. Граючи у складі «Сіріуса» також здебільшого виходив на поле в основному складі команди.
Протягом 2021—2022 років захищав кольори клубу «Арсенал» (Тула).
До складу клубу АІК приєднався 2022 року. Станом на 8 липня 2022 року відіграв за команду з Стокгольма 12 матчів в національному чемпіонаті.